# Zosis geniculata
Zosis geniculata är en spindelart som först beskrevs av Olivier 1789.  Zosis geniculata ingår i släktet Zosis och familjen krusnätsspindlar.

## Underarter
Arten delas in i följande underarter:
- Z. g. altissima
- Z. g. fusca
- Z. g. humilis
- Z. g. quadripunctata
- Z. g. similis
- Z. g. timorensis